# Timo Laine
Timo Aleksander Laine – fiński żużlowiec, występujący również na długim torze.

## Życiorys
Największe sukcesy w karierze odnosił w wyścigach na długim torze. Dziewięciokrotnie startował w finałach indywidualnych mistrzostw Europy, zdobywając trzy medale: złoty (Oslo 1961), srebrny (Seinäjoki 1965) oraz brązowy (Mühldorf 1962). Trzynastokrotnie zdobył medale indywidualnych mistrzostw Finlandii na długim torze: siedmiokrotnie złote (1962, 1963, 1964, 1965, 1967, 1968, 1972), srebrny (1973) oraz pięciokrotnie brązowe (1959, 1961, 1966, 1971, 1976). Trzykrotnie zwyciężył w mistrzostwach krajów nordyckich (1964, 1965, 1966).
W klasycznych wyścigach na żużlu siedmiokrotnie zdobył medale indywidualnych mistrzostw Finlandii: trzykrotnie złote (1961, 1962, 1963), dwukrotnie srebrne (1958, 1964) oraz dwukrotnie brązowe (1960, 1969). Był wielokrotnym reprezentantem Finlandii w eliminacjach drużynowych oraz indywidualnych mistrzostw świata (najlepsze wyniki: Turku 1959 i Växjö 1963 – dwukrotnie X miejsce w finałach skandynawskich).